# 尤利烏斯·伏契克 (記者)
尤利烏斯·伏契克（捷克語：Julius Fučík；1903年2月23日—1943年9月8日），捷克斯洛伐克記者、文學評論家、作家，捷克斯洛伐克共产党领导人，著名的报告文学作品《绞刑架下的报告》的作者。

## 生平

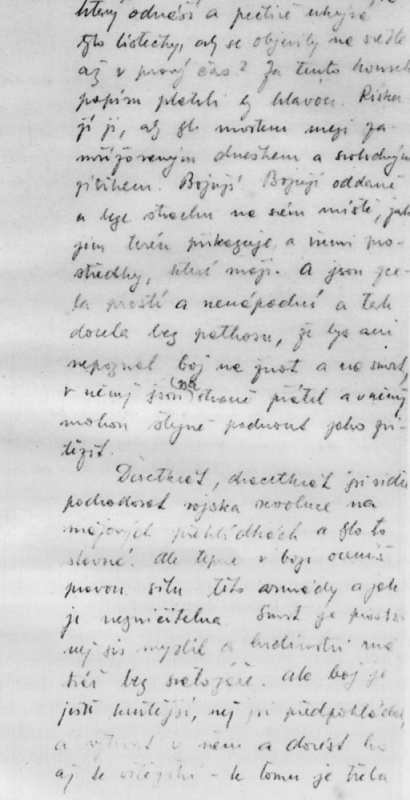
尤利乌斯·伏契克在狱中写下的《絞刑架下的報告》手稿

- 1903年2月23日，他出生於布拉格斯米霍夫工人區的一個工人家庭，作曲家尤利烏斯·伏契克是其叔父。少年时代，便立志投身革命。
- 1918年5月1日，参加国际劳动节大游行，反对奥匈帝国的统治。他中学时就开始文学创作，后来进入布拉格查理大学文学院学习，兼做短工和街头广告员。他整个月的工资几乎都拿去舊書店买书。
- 1921年5月，加入捷克斯洛伐克共产党，后来被指派为文艺与政治评论周刊《创造》的总编辑。
- 1928年，他开始担任捷共机关报《红色权利报》的编辑。他长期从事新闻工作。
- 1932年，参与捷克北部的矿工大罢工，并报道这一事件。
- 1933年9月，因宣传苏联的优越性而遭当局逮捕。
- 1934年至1936年间，他兼任《红色权利报》驻苏联记者。
- 1939年3月15日，希特勒占领捷克斯洛伐克全境，伏契克留在布拉格繼續從事捷共的地下活動，并开始研究捷克19世纪的文学。
- 1940年，他发表论文《战斗的鲍日娜·聂姆曹娃》。这年秋，他写出《致戈培尔部长的一封公开信》，让它以秘密传单的方式流传。
- 1941年春，捷克斯洛伐克共产党的第一个地下中央委员会被破坏后不久，他和另外两名中央委员一起，建立第二个地下中央委员会。
- 1942年4月24日因叛徒出卖，他被德军逮捕，并被刑讯逼供，几度濒死，被收押于布拉格庞克拉茨监狱中。
- 1943年8月25日，他在柏林被纳粹德国法庭判处死刑，9月8日，伏契克在柏林勃洛琛斯监狱被德國納粹絞死。他在獄中创作的遗著《絞刑架下的報告》写道：“我们为欢乐而生，为欢乐而战斗，我们也将为欢乐而死。因此，永远不要让悲哀同我们的名字联系在一起。”

他是捷克文学史上最早发现鲍日娜·聂姆曹娃和扬·聂鲁达的重要地位的文学评论家之一。